# Ulstrup (Wees)
Ulstrup (dänisch: Ulstrup) ist ein Dorf, das zur Gemeinde Wees gehört.

## Lage
Ulstrup liegt fünfhundert Meter nördlich vom ebenfalls zur Gemeinde Wees gehörigen Oxbüll entfernt. Der stetig wachsende Hauptort Wees liegt ungefähr ein Kilometer westlich entfernt. Ungefähr 700 Meter nördlich befindet sich schon der Siedlungsbereich von Ulstrupfeld, dessen südlicher Teil zur Gemeinde Wees gehört und dessen nördlicher Teil aber schon zum Ort Glücksburg gehört.  Nordwestlich von Ulstrup, bei Ulstrupfeld, liegt im Übrigen der Tremmeruper Wald.

## Geschichte
Der Ortsname Ulstrup ist erstmals 1519 dokumentiert. Die Endung -rup des Ortsnamens deutet auf ein Dorf hin. Das „Ul“ verweist entweder auf eine Person die Ulf hieß oder auf die Tiergattung „Wolf“. Anhand des Wortes ist die Bedeutung nicht klar feststellbar. Der Personenname „Ulf“ leitet sich vom altnordischen Wort für Wolf ab. Das dänische Wort „ulv“ bedeutet auch heute noch „Wolf“. Die Gemeinde Wees, zu der Ulstrup heute gehört, geht davon aus, dass der Ortsname „Wolfsdorf“ heißt. Was vermutlich geschichtliche Gründe hat. Vor Jahrhunderten, als der Norden der Kimbrischen Halbinsel noch bewaldeter war, war der Wolf dort noch heimisch. Die verschiedenen Orte in Dänemark und Südschleswig, die gemeinsam den Namen Ulstrup tragen, erinnern möglicherweise daran. 1660, im Zuge des Dänisch-Schwedischen Krieges, brachten die polnischen Verbündeten zahlreiche Wölfe mit, um mit diesen die Schweden zu vertreiben. Offenbar wurde eine ganze Anzahl von ihnen freigelassen. Die Wölfe vermehrten sich erheblich. Sie fraßen das Wild und fielen in Herden ein. In Folge wurden in der Gegend um Ulstrup herzögliche Wolfsjagden organisiert, an denen sich offenbar auch die gesamte Landbevölkerung beteiligte. Im 18. Jahrhundert war der Wolf schließlich ausgerottet (vgl. Wölfe in Deutschland).
Gemäß dem Erdbuch von 1685 bestand das Dorf Ulstrup aus sechs vollen und drei halben Hufen. Für das Jahr 1780 waren zusätzlich zwei Katen belegt. 1828 bestand das Dorf aus 7 Vollhufen und einer Halbhufe. Ein Jahr später vernichtete ein Feuer in der Dorfmitte zwei der Hufen und die halbe Hufe. 1951 lebten im Gemeindegebiet Ulstrups wohl ungefähr 500 Menschen. 1961 schlossen sich Ulstrup und Oxbüll zu einer Gemeinde zusammen. Im besagten Jahr 1961 zählte das Dorf Ulstrup ganze 80 Einwohner. Die Flurbereinigung von 1961–1963 veränderte das geschlossene Dorfbild. Fünf Bauernstellen des Dorfes wurden auf freie Felder verlagert. 1964 wurden mitten im Dorf sechs neue Wohnhäuser errichtet. 1970 wurden für das Dorf Ulstrup 109 Einwohner verzeichnet.